# Beschränkte stetige Funktion
Die beschränkten stetigen Funktionen sind eine Klasse von Funktionen, die vielfältige Anwendungen in der Funktionalanalysis oder der Maßtheorie haben. So treten sie beispielsweise als trennende Familie der endlichen Maße auf der Borelschen σ-Algebra eines metrischen Raumes auf, wo sie zur Definition der schwachen Konvergenz von Maßen genutzt werden. Außerdem finden sie beispielsweise Verwendung bei dem Darstellungssatz von Riesz-Markow.

## Definition
Gegeben sei ein topologischer Raum {\displaystyle (X,\tau )} sowie ein metrischer Raum {\displaystyle (S,d)}. Dann heißt eine Funktion
{\displaystyle f\colon X\to S}
eine beschränkte stetige Funktion, wenn ihr Bild beschränkt ist, also
{\displaystyle \operatorname {diam} (f(X))=\sup\{d(f(x),f(y))\;|\;x,y\in X\}<\infty }
gilt, und sie stetig ist, also Urbilder offener Mengen (bezüglich der von {\displaystyle d} erzeugten Topologie) wieder offen sind, sprich in {\displaystyle \tau } enthalten sind.
Sind auf der Definitions- und Bildmenge stärkere Strukturen definiert (beispielsweise ein metrischer oder ein normierter Raum als Definitionsmenge oder ein normierter Raum als Bildmenge), so werden die Definitionen der Stetigkeit und der Beschränktheit dementsprechend angepasst.
Die Menge aller stetigen, beschränkten Funktionen wird mit {\displaystyle C_{b}(X,S)} bezeichnet oder einfach mit {\displaystyle C_{b}(X)}, wenn {\displaystyle S=\mathbb {K} }, oder mit {\displaystyle C_{b}}, wenn alle beteiligten Räume klar sind.

## Struktur
Ist {\displaystyle S} ein Vektorraum, so lässt sich die Addition und die Skalarmultiplikation auf {\displaystyle C_{b}(X,S)} punktweise definieren als
{\displaystyle (f+g)(x):=f(x)+g(x){\text{ sowie }}(\lambda f)(x):=\lambda f(x){\text{ für alle }}x\in X}.
Damit ist dann auch {\displaystyle C_{b}(X,S)} ein Vektorraum. Ist {\displaystyle S} zusätzlich mit einer Norm {\displaystyle \|\cdot \|_{S}} versehen, also ein normierter Raum, so kann man den {\displaystyle C_{b}(X,S)} mit der Supremumsnorm
{\displaystyle \|f\|_{\operatorname {sup} }:=\sup _{x\in X}\|f(x)\|_{S}}
versehen, da alle Funktionen beschränkt sind und die Norm somit wohldefiniert ist.
Die beschränkten, stetigen Funktionen sind ein Unterraum der beschränkten Funktionen und enthalten als wichtige Unterräume die {\displaystyle C_{0}}-Funktionen (die im Unendlichen verschwindenden stetigen Funktionen), die stetigen Funktionen mit kompaktem Träger und die Testfunktionen.